# Humanz
Albums de Gorillaz
The Fall
(2010) The Now Now
(2018)
Singles
1. Hallelujah Money
Sortie : 19 janvier 2017
2. Saturnz Barz
Sortie : 23 mars 2017
3. We Got the Power
Sortie : 23 mars 2017
4. Ascension
Sortie : 23 mars 2017
5. Andromeda
Sortie : 23 mars 2017
6. Let Me Out
Sortie : 6 avril 2017
7. Strobelite
Sortie : 7 août 2017

Humanz est le cinquième album studio du groupe virtuel britannique Gorillaz, sorti en 2017.

## Historique
Peu de temps après la sortie de l'album The Fall en 2010, des rumeurs circulent sur Gorillaz notamment à propos de disputes entre les fondateurs Damon Albarn et Jamie Hewlett qui auraient conduit à la séparation du groupe, ce que confirme alors People Magazine. Des représentants du groupe démentent cependant cela dans Pitchfork. En février 2012, Gorillaz publie un single promotionnel pour la marque Converse, DoYaThing. En juin 2013, Jamie Hewlett raconte dans Consequence of Sound « Je crois que Gorillaz a de l'avenir. Mais Gorillaz est quelque chose de plutôt compliqué et cher à produire. Donc, je pense que nous avons besoin d'attendre un petit peu pour voir ce qui arrivera car tout change dans l'industrie musicale ». En avril 2012, Damon Albarn est interviewé par The Guardian et explique qu'il est « peu probable » que Gorillaz publie quelque chose, expliquant que Jamie Hewlett n'est pas satisfait que le groupe se focalise plus sur les performances que sur ses illustrations et ses animations. De plus, Damon Albarn sort un album solo, Everyday Robots, en avril 2014.
Contre toute attentes, en octobre 2014, Damon Albarn annonce être prêt à « réactiver Gorillaz pour une sortie en 2016 ». Le 30 janvier 2015, Jamie Hewlett poste sur Instagram des nouvelles illustrations de Murdoc et Noodle et déclare « oui Gorillaz revient ». En avril 2015, Damon Albarn et son groupe Blur publient l'album The Magic Whip. Peu de temps avant la tournée pour soutenir The Magic Whip, Damon Albarn déclare « Je vais commencer à enregistrer en septembre le nouveau Gorillaz ».
Selon le communiqué de presse, l'album a été enregistré entre Londres, Paris, New York, Chicago et la Jamaïque. Le 24 mars 2017, un jour après l'annonce du projet, Gorillaz interprète dans un lieu secret à Londres l'intégralité de l'album en concert.

## Singles
Le 19 janvier 2017, Gorillaz publie de manière uniquement promotionnelle le titre Hallelujah Money, en duo avec Benjamin Clementine sur Internet,.
Le 23 mars 2017, quatre nouveaux titres sont dévoilés sur plusieurs stations de radio : Saturnz Barz et Andromeda sur BBC Radio 1, We Got the Power sur Radio X et Ascension sur Beats 1 d'Apple. Le même jour, les quatre titres sont publiés comme singles. Le clip de Saturnz Barz est ensuite dévoilé. Réalisé par Jamie Hewlett, la vidéo est produite par Passion Pictures et existe en deux versions : un clip classique et une version 360°,.

## Liste des titres
| 1.  | Intro: I Switched My Robot Off                            |                                           | 0:23 |
| 2.  | Ascension (featuring Vince Staples)                       | - Albarn - Remi Kabaka - The Twilite Tone | 2:36 |
| 3.  | Strobelite (featuring Peven Everett)                      | - Albarn - Kabaka - The Twilite Tone      | 4:32 |
| 4.  | Saturnz Barz (featuring Popcaan)                          | - Albarn - Kabaka - The Twilite Tone      | 3:01 |
| 5.  | Momentz (featuring De La Soul)                            | - Albarn - Kabaka - The Twilite Tone      | 3:16 |
| 6.  | Interlude: The Non-Conformist Oath                        |                                           | 0:21 |
| 7.  | Submission (featuring Danny Brown & Kelela)               | - Albarn - Kabaka - The Twilite Tone      | 3:21 |
| 8.  | Charger (featuring Grace Jones)                           | - Albarn - Kabaka - The Twilite Tone      | 3:33 |
| 9.  | Interlude: Elevator Going Up                              |                                           | 0:04 |
| 10. | Andromeda (featuring D.R.A.M.)                            | - Albarn - Kabaka - The Twilite Tone      | 3:17 |
| 11. | Busted and Blue                                           | - Albarn - Kabaka - The Twilite Tone      | 4:37 |
| 12. | Interlude: Talk Radio                                     |                                           | 0:19 |
| 13. | Carnival (featuring Anthony Hamilton)                     | - Albarn - Kabaka - The Twilite Tone      | 2:15 |
| 14. | Let Me Out (featuring Mavis Staples & Pusha T)            | - Albarn - Kabaka - The Twilite Tone      | 2:55 |
| 15. | Interlude: Penthouse                                      |                                           | 0:11 |
| 16. | Sex Murder Party (featuring Jamie Principle & Zebra Katz) | - Albarn - Kabaka - The Twilite Tone      | 4:19 |
| 17. | She's My Collar (featuring Kali Uchis)                    | - Albarn - Kabaka - The Twilite Tone      | 3:29 |
| 18. | Interlude: The Elephant                                   |                                           | 0:11 |
| 19. | Hallelujah Money (featuring Benjamin Clementine)          | - Albarn - Kabaka - The Twilite Tone      | 4:23 |
| 20. | We Got the Power (featuring Jehnny Beth)                  | - Albarn - Kabaka - The Twilite Tone      | 2:17 |

| 21. | Interlude: New World                                            |                                                               |                                      | 1:23 |
| 22. | The Apprentice (featuring Rag'n'Bone Man, Zebra Katz & Ray BLK) | - Albarn - Rory Graham - Morgan - Rita Ekwere                 | - Albarn - Kabaka - The Twilite Tone | 3:55 |
| 23. | Halfway to the Halfway House (featuring Peven Everett)          | - Albarn - Everett                                            | - Albarn - Kabaka - The Twilite Tone | 3:57 |
| 24. | Out of Body (featuring Kilo Kish, Zebra Katz & Imani Vonshà)    | - Albarn - Latisha Kimberley Robinson - Morgan - Imani Vonshà | - Albarn - Kabaka - The Twilite Tone | 3:44 |
| 25. | Ticker Tape (featuring Carly Simon & Kali Uchis)                | - Albarn - Carly Elizabeth Simon - Loaiza                     | - Albarn - Kabaka - The Twilite Tone | 4:28 |
| 26. | Circle of Friendz (featuring Brandon Markell Holmes)            | - Albarn - Brandon Markell Holmes                             | - Albarn - Kabaka - The Twilite Tone | 2:09 |

Notes
- Intro: I Switched My Robot Off, Momentz, Interlude: Elevator Going Up, Interlude: Talk Radio, Interlude: Penthouse et Interlude: The Elephant sont narrées par Ben Mendelsohn.
- Momentz contient des chœurs d'Azekel et des synthétiseurs additionnels de Jean-Michel Jarre.
- Submission contient la guitare additionnelle de Graham Coxon.
- Andromeda contient des chœurs de Roses Gabor
- Busted and Blue contient des chœurs de Kelela.
- We Got the Power contient des chœurs de D.R.A.M. et Noel Gallagher et des synthétiseurs de Jean-Michel Jarre.

## Samples
- Saturnz Barz contient un sample de la voix du jeu Interactive Planetarium de Scientific Toys Limited.
- Interlude: The Non-Conformist Oath contient un sample de A Wild and Crazy Guy écrit et interprété par Steve Martin.
- Submission contient un sample de Your Love, écrit par Jose Gomez, Francis Nicholls, Jamie Principle et Mark Trollan et interprété par Jamie Principle featuring Adrienne Jett.